# Repêchage d'entrée dans la LNH 2009
2008 2010
Le repêchage d'entrée dans la LNH 2009 est le 47e repêchage d'entrée de l'histoire de la Ligue nationale de hockey (LNH). Il s'est déroulé au Centre Bell, à Montréal (Québec), les 26 et 27 juin 2009. Ce repêchage fait partie des activités reliées au centenaire des Canadiens de Montréal.

## Meilleurs espoirs
| Rang | En Amérique du Nord  | En Europe                     |
| ---- | -------------------- | ----------------------------- |
| 1    | John Tavares (C)     | Victor Hedman (D)             |
| 2    | Matt Duchene (C)     | Magnus Svensson Pääjärvi (AG) |
| 3    | Evander Kane (C)     | Jacob Josefson (C)            |
| 4    | Brayden Schenn (C)   | Oliver Ekman Larsson (D)      |
| 5    | Jordan Schroeder (C) | Tim Erixon (D)                |
| 6    | John Moore (D)       | David Rundblad (D)            |
| 7    | Scott Glennie (AG)   | Carl Klingberg (AD)           |
| 8    | Simon Després (D)    | Marcus Johansson (C)          |
| 9    | Jared Cowen (D)      | Dmitri Orlov (D)              |
| 10   | Zack Kassian (AG)    | Joonas Nättinen (C)           |

| Rang | En Amérique du Nord | En Europe      |
| ---- | ------------------- | -------------- |
| 1    | Matthew Hackett     | Robin Lehner   |
| 2    | Olivier Roy         | Mikko Koskinen |
| 3    | Edward Pasquale     | Juraj Hollý    |

## Le repêchage

### 1ertour
| Rang | Joueur                   | Position | Nationalité | Équipe LNH                                                              | Repêché de                                                        |
| ---- | ------------------------ | -------- | ----------- | ----------------------------------------------------------------------- | ----------------------------------------------------------------- |
| 1    | John Tavares             | C        | Canada      | Islanders de New York                                                   | Knights de London (LHO)                                           |
| 2    | Victor Hedman            | D        | Suède       | Lightning de Tampa Bay                                                  | MODO Hockey (Elitserien)                                          |
| 3    | Matt Duchene             | C        | Canada      | Avalanche du Colorado                                                   | Battalion de Brampton (LHOu)                                      |
| 4    | Evander Kane             | C        | Canada      | Thrashers d'Atlanta                                                     | Giants de Vancouver (LHOu)                                        |
| 5    | Brayden Schenn           | C        | Canada      | Kings de Los Angeles                                                    | Wheat Kings de Brandon (LHOu)                                     |
| 6    | Oliver Ekman Larsson     | D        | Suède       | Coyotes de Phoenix                                                      | Leksands IF (Allsvenskan)                                         |
| 7    | Nazem Kadri              | C        | Canada      | Maple Leafs de Toronto                                                  | Knights de London (LHO)                                           |
| 8    | Scott Glennie            | C        | Canada      | Stars de Dallas                                                         | Wheat Kings de Brandon (LHOu)                                     |
| 9    | Jared Cowen              | D        | Canada      | Sénateurs d'Ottawa                                                      | Chiefs de Spokane (LHOu)                                          |
| 10   | Magnus Svensson Pääjärvi | AG       | Suède       | Oilers d'Edmonton                                                       | Timrå IK (Elitserien)                                             |
| 11   | Ryan Ellis               | D        | Canada      | Predators de Nashville                                                  | Spitfires de Windsor (LHO)                                        |
| 12   | Calvin de Haan           | D        | Canada      | Islanders de New York (↔ Minnesota)                                     | Generals d'Oshawa (LHO)                                           |
| 13   | Zack Kassian             | AD       | Canada      | Sabres de Buffalo                                                       | Petes de Peterborough (LHO)                                       |
| 14   | Dmitri Koulikov          | D        | Russie      | Panthers de la Floride                                                  | Voltigeurs de Drummondville (LHJMQ)                               |
| 15   | Peter Holland            | C        | Canada      | Ducks d'Anaheim                                                         | Storm de Guelph (LHO)                                             |
| 16   | Nick Leddy               | D        | États-Unis  | Wild du Minnesota (↔ NY Islanders,Columbus)                             | Eden Prairie (USHS)                                               |
| 17   | David Rundblad           | D        | Suède       | Blues de Saint-Louis                                                    | Skellefteå AIK (Elitserien)                                       |
| 18   | Louis Leblanc            | C        | Canada      | Canadiens de Montréal                                                   | Lancers d'Omaha (USHL)                                            |
| 19   | Chris Kreider            | C        | États-Unis  | Rangers de New York                                                     | Académie Phillips Andover (USHS)                                  |
| 20   | Jacob Josefson           | C        | Suède       | Devils du New Jersey (↔ Flames de Calgary)                              | Djurgårdens IF (Elitserien)                                       |
| 21   | John Moore               | D        | États-Unis  | Blue Jackets de Columbus (↔ Flyers de Philadelphie)                     | Steel de Chicago (USHL)                                           |
| 22   | Jordan Schroeder         | C        | États-Unis  | Canucks de Vancouver                                                    | Golden Gophers du Minnesota (WCHA)                                |
| 23   | Tim Erixon               | D        | Suède       | Flames de Calgary (↔ Devils du New Jersey)                              | Skellefteå AIK (Elitserien)                                       |
| 24   | Marcus Johansson         | C        | Suède       | Capitals de Washington                                                  | Färjestads BK (Elitserien)                                        |
| 25   | Jordan Caron             | AD       | Canada      | Bruins de Boston                                                        | Océanic de Rimouski (LHJMQ)                                       |
| 26   | Kyle Palmieri            | A        | États-Unis  | Ducks d'Anaheim (↔ Columbus, NY Islanders, San José, Tampa Bay, Ottawa) | Équipe de développement des États-Unis des moins de 18 ans (USDP) |
| 27   | Philippe Paradis         | C        | Canada      | Hurricanes de la Caroline                                               | Cataractes de Shawinigan (LHJMQ)                                  |
| 28   | Dylan Olsen              | D        | Canada      | Blackhawks de Chicago                                                   | Kodiaks de Camrose (LHJA)                                         |
| 29   | Carter Ashton            | AD       | Canada      | Lightning de Tampa Bay (↔ Détroit)                                      | Hurricanes de Lethbridge (LHOu)                                   |
| 30   | Simon Després            | D        | Canada      | Penguins de Pittsburgh                                                  | Sea Dogs de Saint-Jean (LHJMQ)                                    |

### 2etour
| Rang | Joueur                  | Position | Nationalité        | Équipe LNH                                           | Repêché de                                                        |
| ---- | ----------------------- | -------- | ------------------ | ---------------------------------------------------- | ----------------------------------------------------------------- |
| 31   | Mikko Koskinen          | G        | Finlande           | Islanders de New York                                | Espoo Blues (SM-Liiga)                                            |
| 32   | Landon Ferraro          | C        | Canada             | Red Wings de Détroit (↔ Tampa Bay)                   | Rebels de Red Deer (LHOu)                                         |
| 33   | Ryan O'Reilly           | C        | Canada             | Avalanche du Colorado                                | Otters d'Érié (LHO)                                               |
| 34   | Carl Klingberg          | AG       | Suède              | Thrashers d'Atlanta                                  | Frölunda HC (Elitserien)                                          |
| 35   | Kyle Clifford           | AG       | Canada             | Kings de Los Angeles                                 | Colts de Barrie (LHO)                                             |
| 36   | Chris Brown             | C        | États-Unis         | Coyotes de Phoenix                                   | Équipe de développement des États-Unis des moins de 18 ans (USDP) |
| 37   | Mat Clark               | D        | États-Unis         | Ducks d'Anaheim (↔Columbus, NY Islanders, Toronto)   | Battalion de Brampton (LHO)                                       |
| 38   | Alex Chiasson           | AD       | Canada             | Stars de Dallas                                      | Buccaneers de Des Moines (USHL)                                   |
| 39   | Jakob Silfverberg       | A        | Suède              | Sénateurs d'Ottawa                                   | Brynäs IF (Elitserien)                                            |
| 40   | Anton Lander            | C        | Suède              | Oilers d'Edmonton                                    | Timrå IK (Elitserien)                                             |
| 41   | Zach Budish             | AD       | États-Unis         | Predators de Nashville                               | Edina HS (USHS)                                                   |
| 42   | Charles-Olivier Roussel | D        | Canada             | Predators de Nashville (↔Minnesota)                  | Cataractes de Shawinigan (LHJMQ)                                  |
| 43   | William Wrenn           | D        | États-Unis         | Sharks de San José (↔Buffalo)                        | Équipe de développement des États-Unis des moins de 18 ans (USDP) |
| 44   | Drew Shore              | C        | États-Unis         | Panthers de la Floride                               | Équipe de développement des États-Unis des moins de 18 ans (USDP) |
| 45   | Jeremy Morin            | AG       | États-Unis         | Thrashers d'Atlanta (↔Anaheim, Washington, Montréal) | Équipe de développement des États-Unis des moins de 18 ans (USDP) |
| 46   | Robin Lehner            | G        | Suède              | Sénateurs d'Ottawa (↔Columbus)                       | Frölunda HC (Elitserien)                                          |
| 47   | Ethan Werek             | C        | Canada Israël      | Rangers de New York                                  | Frontenacs de Kingston (LHO)                                      |
| 48   | Brett Ponich            | D        | Canada             | Blues de Saint-Louis                                 | Winter Hawks de Portland (LHOu)                                   |
| 49   | Stefan Elliott          | D        | Canada             | Avalanche du Colorado (↔ Montréal, Calgary)          | Blades de Saskatoon (LHOu)                                        |
| 50   | Kenny Ryan              | AD       | États-Unis         | Maple Leafs de Toronto (↔NY Rangers)                 | Équipe de développement des États-Unis des moins de 18 ans (USDP) |
| 51   | Brian Dumoulin          | D        | États-Unis         | Hurricanes de la Caroline (↔ Calgary, Los Angeles)   | Monarchs Jr. (USHS)                                               |
| 52   | Richard Pánik           | AD       | République tchèque | Lightning de Tampa Bay (↔Flyers de Philadelphie)     | HC Oceláři Třinec (Extraliga)                                     |
| 53   | Anton Rödin             | AD       | Suède              | Canucks de Vancouver                                 | Brynäs IF (Elitserien)                                            |
| 54   | Éric Gélinas            | D        | Canada             | Devils du New Jersey                                 | Maineiacs de Lewiston (LHJMQ)                                     |
| 55   | Dmitri Orlov            | D        | Russie             | Capitals de Washington                               | Metallurg Novokouznetsk (KHL)                                     |
| 56   | Kevin Lynch             | C        | États-Unis         | Islanders de New York (↔Bruins de Boston)            | Équipe de développement des États-Unis des moins de 18 ans (USDP) |
| 57   | Taylor Doherty          | D        | Canada             | Sharks de San José                                   | Frontenacs de Kingston (LHO)                                      |
| 58   | Jesse Blacker           | D        | Canada             | Hurricanes de la Caroline                            | Équipe de développement des États-Unis des moins de 18 ans (USDP) |
| 59   | Brandon Pirri           | C        | Canada             | Blackhawks de Chicago                                | Raiders de Georgetown (LHJPO)                                     |
| 60   | Tomáš Tatar             | C        | Slovaquie          | Red Wings de Détroit                                 | HKm Zvolen (Extraliga Slo.)                                       |
| 61   | Philip Samuelsson       | D        | Suède              | Penguins de Pittsburgh                               | Leksands IF (Elitserien)                                          |

### 3etour
| Rang | Joueur              | Position | Nationalité        | Équipe LNH                                                           | Repêché de                                                        |
| ---- | ------------------- | -------- | ------------------ | -------------------------------------------------------------------- | ----------------------------------------------------------------- |
| 62   | Anders Nilsson      | G        | Suède              | Islanders de New York                                                | Luleå HF (Elitserien)                                             |
| 63   | Ben Hanowski        | AD       | États-Unis         | Penguins de Pittsburgh (↔Lightning de Tampa Bay)                     | Little Falls (USHS)                                               |
| 64   | Tyson Barrie        | D        | Canada             | Avalanche du Colorado                                                | Rockets de Kelowna (LHOu)                                         |
| 65   | Joonas Nättinen     | C        | Finlande           | Canadiens de Montréal (↔Thrashers d'Atlanta)                         | Espoo Blues (SM-Liiga)                                            |
| 66   | Brayden McNabb      | D        | Canada             | Sabres de Buffalo (↔ Los Angeles, Vancouver)                         | Ice de Kootenay (LHOu)                                            |
| 67   | Josh Birkholz       | AD       | États-Unis         | Flames de Calgary (↔ Coyotes de Phoenix)                             | Force de Fargo (USHL)                                             |
| 68   | Jamie Devane        | AG       | Canada             | Maple Leafs de Toronto                                               | Whalers de Plymouth (LHO)                                         |
| 69   | Reilly Smith        | AD       | Canada             | Stars de Dallas                                                      | Buzzers de St. Michaels (LHJPO)                                   |
| 70   | Taylor Beck         | AG       | Canada             | Predators de Nashville (↔Sénateurs d'Ottawa)                         | Storm de Guelph (LHO)                                             |
| 71   | Troy Hesketh        | D        | États-Unis         | Oilers d'Edmonton                                                    | Minnetonka (USHS)                                                 |
| 72   | Michael Latta       | C        | Canada             | Predators de Nashville                                               | Storm de Guelph (LHO)                                             |
| 73   | Alexander Urbom     | D        | Suède              | Devils du New Jersey (↔ Wild du Minnesota)                           | Djurgårdens IF (Elitserien)                                       |
| 74   | Ryan Howse          | AG       | Canada             | Kings de Los Angeles (↔ Sabres de Buffalo)                           | Bruins de Chilliwack (LHOu)                                       |
| 75   | Andrej Nestrašil    | C        | République tchèque | Red Wings de Détroit (↔ Lightning de Tampa Bay)                      | Tigres de Victoriaville (LHJMQ)                                   |
| 76   | Igor Bobkov         | G        | Russie             | Ducks d'Anaheim                                                      | Metallurg Magnitogorsk (Pervaya Liga)                             |
| 77   | Matthew Hackett     | G        | Canada             | Blue Jackets de Columbus                                             | Whalers de Plymouth (LHO)                                         |
| 78   | Sergueï Andronov    | AD       | Russie             | Blues de Saint-Louis                                                 | Lada Togliatti (KHL)                                              |
| 79   | Mac Bennett         | D        | États-Unis         | Canadiens de Montréal                                                | Hotchkiss HS (USHS)                                               |
| 80   | Ryan Bourque        | C        | États-Unis         | Rangers de New York                                                  | Équipe de développement des États-Unis des moins de 18 ans (USDP) |
| 81   | Adam Morrison       | G        | Canada             | Flyers de Philadelphie (↔ Flames de Calgary)                         | Blades de Saskatoon (LHOu)                                        |
| 82   | Cameron Abney       | AD       | Canada             | Oilers d'Edmonton (↔ Flyers de Philadelphie)                         | Silvertips d'Everett (LHOu)                                       |
| 83   | Kevin Connauton     | D        | Canada             | Canucks de Vancouver                                                 | Broncos de Western Michigan (CCHA)                                |
| 84   | Nicolas Deslauriers | D        | Canada             | Kings de Los Angeles (↔ Devils du New Jersey)                        | Huskies de Rouyn-Noranda (LHJMQ)                                  |
| 85   | Cody Eakin          | C        | Canada             | Capitals de Washington                                               | Broncos de Swift Current (LHOu)                                   |
| 86   | Ryan Button         | D        | Canada             | Bruins de Boston                                                     | Raiders de Prince Albert (LHOu)                                   |
| 87   | Simon Bertilsson    | D        | Suède              | Flyers de Philadelphie (↔ San José, Tampa Bay)                       | Brynäs IF (Elitserien)                                            |
| 88   | Mattias Lindstrom   | AG       | Suède              | Hurricanes de la Caroline                                            | Skellefteå AIK (Elitserien)                                       |
| 89   | Daniel Delisle      | C        | États-Unis         | Blackhawks de Chicago                                                | Totino Grace HS (USHS)                                            |
| 90   | Gleason Fournier    | D        | Canada             | Red Wings de Détroit                                                 | Océanic de Rimouski (LHJMQ)                                       |
| 91   | Michael Lee         | G        | États-Unis         | Coyotes de Phoenix (↔ Penguins de Pittsburgh, Islanders de New York) | Force de Fargo (USHL)                                             |

### 4etour
| Rang | Joueur               | Position     | Nationalité  | Équipe LNH                                                | Repêché de                                |
| ---- | -------------------- | ------------ | ------------ | --------------------------------------------------------- | ----------------------------------------- |
| 92   | Casey Cizikas        | C            | Canada       | Islanders de New York (↔ Columbus)                        | St. Michael's Majors de Mississauga (LHO) |
| 93   | Alex Hutchings       | AG           | Canada       | Lightning de Tampa Bay                                    | Colts de Barrie (LHO)                     |
| 94   | David Savard         | D            | Canada       | Blue Jackets de Columbus (↔ Colorado)                     | Wildcats de Moncton (LHJMQ)               |
| 95   | Jean-François Bérubé | G            | Canada       | Kings de Los Angeles (↔ Atlanta)                          | Junior de Montréal (LHJMQ)                |
| 96   | Linden Vey           | AD           | Canada       | Kings de Los Angeles                                      | Tigers de Medicine Hat (LHOu)             |
| 97   | Jordan Szwarz        | AD           | Canada       | Coyotes de Phoenix                                        | Spirit de Saginaw (LHO)                   |
| 98   | Craig Smith          | C            | États-Unis   | Predators de Nashville (↔ Toronto, San José)              | Black Hawks de Waterloo (USHL)            |
| 99   | Kyle Bigos           | D            | États-Unis   | Oilers d'Edmonton (↔ Dallas, Tampa Bay, Minnesota)        | Vipers de Vernon (LHCB)                   |
| 100  | Chris Wideman        | D            | États-Unis   | Sénateurs d'Ottawa                                        | Redhawks de Miami (CCHA)                  |
| 101  | Toni Rajala          | AD           | Finlande     | Oilers d'Edmonton                                         | Ilves Tampere Jr. (Finlande)              |
| 102  | Mattias Ekholm       | D            | Suède        | Predators de Nashville                                    | Mora IK Jr. (Suède)                       |
| 103  | Kristopher Foucault  | AG           | Canada       | Wild du Minnesota                                         | Hitmen de Calgary (LHOu)                  |
| 104  | Marcus Foligno       | AG           | États-Unis   | Sabres de Buffalo                                         | Wolves de Sudbury (LHO)                   |
| 105  | Justin Weller        | D            | Canada       | Coyotes de Phoenix (↔ Floride)                            | Rebels de Red Deer (LHOu)                 |
| 106  | Sami Vatanen         | D            | Finlande     | Ducks d'Anaheim                                           | JYP Jyväskylä Jr. (Finlande)              |
| 107  | Garrett Wilson       | AG           | Canada       | Panthers de la Floride (↔ Columbus, Calgary, Los Angeles) | Attack d'Owen Sound (LHO)                 |
| 108  | Tyler Shattock       | AD           | Canada       | Blues de Saint-Louis                                      | Blazers de Kamloops (LHOu)                |
| 109  | Aleksandr Avtsine    | AD           | Russie       | Canadiens de Montréal                                     | Dynamo Moscou 2 (Vysshaya Liga)           |
| 110  | Nick Oliver          | C            | États-Unis   | Predators de Nashville (↔ Rangers)                        | Roseau High (USHS)                        |
| 111  | Henrik Björklund     | AD           | Suède        | Flames de Calgary                                         | Färjestads BK (Elitserien)                |
| 112  | Lane MacDermid       | AG           | États-Unis   | Bruins de Boston (↔ Philadelphie)                         | Spitfires de Windsor (LHO)                |
| 113  | Jeremy Price         | D            | Canada       | Canucks de Vancouver                                      | Nepean (LHJC)                             |
| 114  | Seth Helgeson        | D            | États-Unis   | Devils du New Jersey                                      | Musketeers de Sioux City (USHL)           |
| 115  | Patrick Wey          | D            | États-Unis   | Capitals de Washington                                    | Black Hawks de Waterloo (USHL)            |
| 116  | Alexander Fällström  | AD           | Suède        | Wild du Minnesota (↔ Boston)                              | Shattuck-St. Mary's (USHS)                |
| 117  | Edward Pasquale      | G            | Canada       | Thrashers d'Atlanta (↔ San José, Los Angeles)             | Spirit de Saginaw (LHO)                   |
| 118  | Choix retiré         | Choix retiré | Choix retiré | Maple Leafs de Toronto (↔ Hurricanes de la Caroline)      |                                           |
| 119  | Byron Froese         | C            | Canada       | Blackhawks de Chicago                                     | Silvertips d'Everett (LHOu)               |
| 120  | Ben Chiarot          | D            | Canada       | Thrashers d'Atlanta (↔ Détroit, Los Angeles)              | Storm de Guelph (LHO)                     |
| 121  | Nick Petersen        | AD           | Canada       | Penguins de Pittsburgh                                    | Cataractes de Shawinigan (LHJMQ)          |

### 5etour
| Rang | Joueur           | Position | Nationalité        | Équipe LNH                           | Repêché de                                |
| ---- | ---------------- | -------- | ------------------ | ------------------------------------ | ----------------------------------------- |
| 122  | Anton Klementiev | D        | Russie             | Islanders de New York                | Lokomotiv Iaroslavl (Pervaïa Liga)        |
| 123  | Alex Velischek   | D        | Canada             | Penguins de Pittsburgh (↔ Tampa Bay) | Delbarton (USHS)                          |
| 124  | Kieran Millan    | G        | Canada             | Avalanche du Colorado                | Terriers de Boston (HE)                   |
| 125  | Cody Sol         | D        | Canada             | Thrashers d'Atlanta                  | Spirit de Saginaw (LHO)                   |
| 126  | David Kolomatis  | D        | États-Unis         | Kings de Los Angeles                 | Attack d'Owen Sound (LHO)                 |
| 127  | Roman Horák      | C        | République tchèque | Coyotes de Phoenix                   | HC České Budějovice (Extraliga)           |
| 128  | Eric Knodel      | D        | États-Unis         | Maple Leafs de Toronto               | Flyers Jr. de Philadelphie (USHS)         |
| 129  | Tomáš Vincour    | C        | République tchèque | Stars de Dallas                      | Oil Kings d'Edmonton (LHOu)               |
| 130  | Mike Hoffman     | C        | Canada             | Sénateurs d'Ottawa                   | Voltigeurs de Drummondville (LHJMQ)       |
| 131  | Matt Kennedy     | AD       | Canada             | Oilers d'Edmonton                    | Storm de Guelph (LHO)                     |
| 132  | Gabriel Bourque  | AG       | Canada             | Predators de Nashville               | Drakkar de Baie-Comeau (LHJMQ)            |
| 133  | Olivier Roy      | G        | Canada             | Oilers d'Edmonton (↔ Minnesota)      | Screaming Eagles du Cap-Breton (LHJMQ)    |
| 134  | Mark Adams       | D        | États-Unis         | Sabres de Buffalo                    | Malden Catholics (USHS)                   |
| 135  | Corban Knight    | C        | Canada             | Panthers de la Floride               | Oilers d'Okotoks (LHJA)                   |
| 136  | Radoslav Illo    | C        | Slovaquie          | Ducks d'Anaheim                      | Storm de Tri-City (USHL)                  |
| 137  | Thomas Larkin    | D        | Italie             | Blue Jackets de Columbus             | Académie Phillips Exeter (USHS)           |
| 138  | Wade Megan       | C        | États-Unis         | Blues de Saint-Louis                 | École South Kent (USHS)                   |
| 139  | Gabriel Dumont   | C        | Canada             | Canadiens de Montréal                | Voltigeurs de Drummondville (LHJMQ)       |
| 140  | Scott Stajcer    | G        | Canada             | Rangers de New York                  | Attack d'Owen Sound (LHO)                 |
| 141  | Spencer Bennett  | AG       | Canada             | Flames de Calgary                    | Eagles de Surrey (LHCB)                   |
| 142  | Nicola Riopel    | G        | Canada             | Flyers de Philadelphie               | Wildcats de Moncton (LHJMQ)               |
| 143  | Peter Andersson  | D        | Suède              | Canucks de Vancouver                 | Frölunda HC (Elitserien)                  |
| 144  | Derek Rodwell    | AG       | Canada             | Devils du New Jersey                 | Oilers d'Okotoks (LHJA)                   |
| 145  | Brett Flemming   | D        | Canada             | Capitals de Washington               | St. Michael's Majors de Mississauga (LHO) |
| 146  | Jeff Costello    | AG       | États-Unis         | Bruins de Boston                     | RoughRiders de Cedar Rapids (USHL)        |
| 147  | Philip Varone    | C        | Canada             | Sharks de San José                   | Knights de London (LHO)                   |
| 148  | Michael Zador    | G        | Canada             | Hurricanes de la Caroline            | Generals d'Oshawa (LHO)                   |
| 149  | Marcus Kruger    | C        | Suède              | Blackhawks de Chicago                | Djurgårdens IF (Elitserien)               |
| 150  | Nick Jensen      | D        | États-Unis         | Red Wings de Détroit                 | Gamblers de Green Bay (USHL)              |
| 151  | Andy Bathgate    | C        | Canada             | Penguins de Pittsburgh               | Bulls de Belleville (LHO)                 |

### 6etour
| Rang | Joueur            | Position | Nationalité | Équipe LNH                                   | Repêché de                                                        |
| ---- | ----------------- | -------- | ----------- | -------------------------------------------- | ----------------------------------------------------------------- |
| 152  | Anders Lee        | C        | États-Unis  | Islanders de New York                        | Edina (USHS)                                                      |
| 153  | Dave Labrecque    | C        | Canada      | Flyers de Philadelphie (↔ Tampa Bay)         | Cataractes de Shawinigan (LHJMQ)                                  |
| 154  | Brandon Maxwell   | G        | États-Unis  | Avalanche du Colorado                        | Équipe de développement des États-Unis des moins de 18 ans (USDP) |
| 155  | Jimmy Bubnick     | C        | Canada      | Thrashers d'Atlanta                          | Blazers de Kamloops (LHOu)                                        |
| 156  | Michael Pelech    | C        | Canada      | Kings de Los Angeles                         | St. Michael's Majors de Mississauga (LHO)                         |
| 157  | Evan Bloodoff     | AG       | Canada      | Coyotes de Phoenix                           | Rockets de Kelowna (LHOu)                                         |
| 158  | Jerry D'Amigo     | AD       | États-Unis  | Maple Leafs de Toronto                       | Équipe de développement des États-Unis des moins de 18 ans (USDP) |
| 159  | Curtis McKenzie   | AG       | Canada      | Stars de Dallas                              | Vees de Penticton (LHCB)                                          |
| 160  | Corey Cowick      | AG       | Canada      | Sénateurs d'Ottawa                           | 67's d'Ottawa (LHO)                                               |
| 161  | Darcy Kuemper     | G        | Canada      | Oilers d'Edmonton                            | Rebels de Red Deer (LHOu)                                         |
| 162  | Jaroslav Janus    | G        | Slovaquie   | Lightning de Tampa Bay (↔ Nashville)         | Otters d'Érié (LHO)                                               |
| 163  | Jere Sallinen     | AG       | Finlande    | Wild du Minnesota                            | Espoo Blues (SM-Liiga)                                            |
| 164  | Connor Knapp      | G        | États-Unis  | Sabres de Buffalo                            | Redhawks de Miami (CCHA)                                          |
| 165  | Scott Timmins     | C        | Canada      | Panthers de la Floride                       | Spitfires de Windsor (LHO)                                        |
| 166  | Scott Valentine   | C        | Canada      | Ducks d'Anaheim                              | Generals d'Oshawa (LHO)                                           |
| 167  | Anton Blomqvist   | D        | Suède       | Blue Jackets de Columbus                     | Malmö Redhawks (Elitserien)                                       |
| 168  | David Shields     | D        | Canada      | Blues de Saint-Louis                         | Otters d'Érié (LHO)                                               |
| 169  | Dustin Walsh      | C        | Canada      | Canadiens de Montréal                        | Voyageurs de Kingston (LHJO)                                      |
| 170  | Daniel Maggio     | D        | Canada      | Rangers de New York                          | Wolves de Sudbury (LHO)                                           |
| 171  | Joni Ortio        | G        | Finlande    | Flames de Calgary                            | TPS Turku (SM-Liiga)                                              |
| 172  | Eric Wellwood     | G        | Canada      | Flyers de Philadelphie                       | Spitfires de Windsor (LHO)                                        |
| 173  | Joe Cannata       | G        | États-Unis  | Canucks de Vancouver                         | Warriors de Merrimack (HE)                                        |
| 174  | Ashton Bernard    | AG       | Canada      | Devils du New Jersey                         | Cataractes de Shawinigan (LHJMQ)                                  |
| 175  | Garrett Mitchell  | AD       | Canada      | Capitals de Washington                       | Pats de Regina (LHOu)                                             |
| 176  | Tyler Randell     | AD       | Canada      | Bruins de Boston                             | Rangers de Kitchener (LHO)                                        |
| 177  | David Pacan       | C        | Canada      | Thrashers d'Atlanta (↔ San José (↔ Columbus) | Grads de Cumberland (LHJAC)                                       |
| 178  | Rasmus Rissanen   | D        | Finlande    | Hurricanes de la Caroline                    | KalPa Kuopio (SM-Liiga)                                           |
| 179  | Brandon Kozun     | AD       | États-Unis  | Kings de Los Angeles (↔ Chicago)             | Hitmen de Calgary (LHOu)                                          |
| 180  | Mitchell Callahan | AD       | États-Unis  | Red Wings de Détroit                         | Rockets de Kelowna (LHOu)                                         |
| 181  | Viktor Ekbom      | D        | Suède       | Penguins de Pittsburgh                       | IK Oskarshamn (Allsvenskan)                                       |

### 7etour
| Rang | Joueur                | Position | Nationalité | Équipe LNH                                    | Repêché de                                |
| ---- | --------------------- | -------- | ----------- | --------------------------------------------- | ----------------------------------------- |
| 182  | Erik Haula            | AG       | Finlande    | Wild du Minnesota (↔ NY Islanders)            | Shattuck St. Mary's (USHS)                |
| 183  | Kirill Gotovets       | D        | Biélorussie | Lightning de Tampa Bay                        | Shattuck St. Mary's (USHS)                |
| 184  | Gus Young             | D        | États-Unis  | Avalanche du Colorado                         | École Noble and Greenough (USHS)          |
| 185  | Levko Koper           | AG       | Canada      | Thrashers d'Atlanta                           | Chiefs de Spokane (LHOu)                  |
| 186  | Jordan Nolan          | C        | Canada      | Kings de Los Angeles                          | Greyhounds de Sault Ste. Marie (LHO)      |
| 187  | Steven Anthony        | AG       | Canada      | Canucks de Vancouver (↔ Phoenix)              | Sea Dogs de Saint-Jean (LHJMQ)            |
| 188  | Barron Smith          | D        | États-Unis  | Maple Leafs de Toronto                        | Petes de Peterborough (LHO)               |
| 189  | Marek Viedenský       | C        | Slovaquie   | Sharks de San José (↔ Dallas)                 | Cougars de Prince George (LHOu)           |
| 190  | Brad Peltz            | AG       | États-Unis  | Sénateurs d'Ottawa                            | Avon Old Farms (USHS)                     |
| 191  | Michael Sdao          | D        | États-Unis  | Sénateurs d'Ottawa (↔ Edmonton)               | Stars de Lincoln (USHL)                   |
| 192  | Cameron Reid          | C        | Canada      | Predators de Nashville                        | Warriors de Westside (LHCB)               |
| 193  | Anthony Hamburg       | C        | États-Unis  | Wild du Minnesota                             | Stars Midget AAA de Dallas (USHS)         |
| 194  | Maxime Legault        | AD       | Canada      | Sabres de Buffalo                             | Cataractes de Shawinigan (LHJMQ)          |
| 195  | Paul Phillips         | D        | États-Unis  | Blackhawks de Chicago (↔ Florde)              | RoughRiders de Cedar Rapids (USHL)        |
| 196  | Oliver Lauridsen      | D        | Danemark    | Flyers de Philadelphie (↔ Anaheim)            | Huskies de St. Cloud State (WCHA)         |
| 197  | Kyle Neuber           | AD       | Canada      | Blue Jackets de Columbus                      | St. Michael's Majors de Mississauga (LHO) |
| 198  | Nic Dowd              | C        | États-Unis  | Kings de Los Angeles (↔ Saint-Louis)          | Wild de Wenatchee (NAHL)                  |
| 199  | Michael Cichy         | C        | États-Unis  | Canadiens de Montréal                         | Ice de l'Indiana (USHL)                   |
| 200  | Mikhaïl Pachnine      | D        | Russie      | Rangers de New York                           | Mechel Tcheliabinsk (Vysshaya Liga)       |
| 201  | Gaelan Patterson      | C        | Canada      | Flames de Calgary                             | Blades de Saskatoon (LHOu)                |
| 202  | Maxwell Tardy         | C        | États-Unis  | Predators de Nashville (↔ Philadelphie)       | Duluth Est (USHS)                         |
| 203  | Jordan Samuels-Thomas | AD       | États-Unis  | Thrashers d'Atlanta (↔ Los Angeles,Vancouver) | Black Hawks de Waterloo (USHL)            |
| 204  | Curtis Gedig          | D        | Canada      | Devils du New Jersey                          | Capitals de Cowichan Valley (LHCB)        |
| 205  | Benjamin Casavant     | AG       | Canada      | Capitals de Washington                        | Rocket de l'Île-du-Prince-Édouard (LHJMQ) |
| 206  | Ben Sexton            | C        | Canada      | Bruins de Boston                              | Raiders de Nepean (LCHJ)                  |
| 207  | Dominik Bielke        | D        | Allemagne   | Sharks de San José                            | Eisbären Berlin (DEL)                     |
| 208  | Tommi Kivisto         | D        | Finlande    | Hurricanes de la Caroline                     | Rebels de Red Deer (LHOu)                 |
| 209  | David Gilbert         | C        | Canada      | Blackhawks de Chicago                         | Remparts de Québec (LHJMQ)                |
| 210  | Adam Almqvist         | C        | Suède       | Red Wings de Détroit                          | HV 71 (Elitserien)                        |
| 211  | Petteri Simila        | G        | Finlande    | Canadiens de Montréal (↔ Pittsburgh)          | Kärpät Oulu (SM-Liiga)                    |